# Franghiz Ali-Zadeh
Pour les articles homonymes, voir Ali et Zadeh.
Franghiz Ali-Zadeh (en azéri Firəngiz Əlizadə, en russe Франгиз Али-Заде, née le 28 mai 1947 à Bakou) est une compositrice et une pianiste azérie, actuellement domiciliée en Allemagne. Elle est la présidente de l'Union des compositeurs d'Azerbaïdjan.

## Biographie[3]
Franghiz Ali-Zadeh étudie au conservatoire de Bakou et en sort diplômée en piano en 1970 et en composition en 1972. Elle est chercheuse assistante auprès de Kara Karaev de 1973 à 1976, date à laquelle elle commence à enseigner la musicologie au conservatoire de Bakou. 
En 1989, elle présente sa thèse de doctorat L'Orchestration dans les œuvres de compositeurs azéris.
De 1993 à 1996, elle dirige le chœur de l'opéra de Mersin en Turquie et enseigne le piano et la composition musicale au conservatoire de la ville.
Après une période de retour à Bakou, elle s'établit principalement en Allemagne au début des années 2000.
En tant que pianiste, elle donne les premières à Bakou de plusieurs œuvres de la Seconde École de Vienne et de compositeurs tels que Olivier Messiaen, John Cage et George Crumb.
En janvier 2004, elle écrit la pièce Hommage pour la réouverture de la Philharmonie de Bakou, qui sera créée sous la baguette de Mstislav Rostropovitch.
Elle entame une collaboration avec le Kronos Quartet qui verra notamment l'inclusion de plusieurs de ses œuvres dans des disques du quatuor, ainsi que diverses performances publiques lors de tournées internationales. 
Elle est présidente de l'Union des compositeurs d'Azerbaïdjan depuis 2007. Lors du 11e congrès de l'Union, tenu le 24 janvier 2025, Ali-zadé a été réélue présidente de l'Union pour un nouveau mandat de 5 ans.

## Œuvres[4]
- Sonate pour piano no 1 (in memoriam Alban Berg), 1970
- Habil-Sayagy (in the style of Habil) pour violoncelle et piano préparé, 1979
- Music for Piano (Dédié à Leonard Stein)[3], 1989-1997
- Dilogie II pour quintette à vents et quatuor à cordes, 1989-94
- Mugam Sayagi (String Quartet No. 3) pour quatuor à cordes avec percussions, 1993
- Journey to Immortality (Reise in die Unsterblichkeit) pour baryton soliste, chœur mixte, ensemble de chambre et bande sur des poèmes de Nazim Hikmet[3], 1995-99
- Mirage pour Oud et ensemble de chambre, 1998
- Oasis (String Quartet No. 4) pour quatuor à cordes (1998)
- Sonate pour piano no 2, 1999
- Derwisch, 2000
- Apsheron-Quintet pour piano et quatuor à cordes, 2001
- Concerto pour Violoncelle et Orchestre  ‘Mersiye’ (2002)
- Concerto pour Marimba et orchestre à Cordes, 2001
- Nağıllar, pour orchestre 2002
- Schüschtar, Metamorphosen für 12 Violoncelli, pour 12 violoncelles 2002
- Aşk havası, pour violoncelle solo, 2003
- Sabah pour violon, violoncelle, pipa et piano préparé, 2003
- Counteractions (Yanar dað), pour violon et accordéon ou bayan 2003
- Hommage, pour orchestre, 2004 (commande de l'Orchestre philharmonique de Bakou)
- Zikr pour Voix et Orchestre, pour voix soliste et orchestre comprenant des instruments traditionnels du Moyen-Orient et de Chine (2004)
- Impromptus, pour violon, violoncelle et piano, 2004

## Discographie
- Mugam Sayagi, avec le Kronos Quartet: Night Prayers, Nonesuch (1994)
- La Strimpellata Bern: Crossings: Music by Frangiz Ali-Zade, BIS (1997)
- Habil-Sajahy for cello & prepared piano, on Yo-Yo Ma & The Silk Road Ensemble: Silk Road Journey - When Strangers Meet, Sony (2002)
- Kronos Quartet: Mugam Sayagi: Music of Franghiz Ali-Zadeh, Nonesuch (2005)
- Aşk Havasi, on Jessica Kuhn (violoncelle): Giacinto Scelsi, Frangis Ali-Sade, Thorofon] (2006)